# KENZI
KENZI（ケンヂ、1964年8月1日 - ）は、日本のパンク歌手でシンガーソングライター。スマ・ロ子、KENZI & THE TRIPSなどのバンドやソロで活動。2009年からは八田ケンヂ名義で活動を開始した。

## 来歴
1980年、高校時代に地元の札幌で最初のバンドであるスマ・ロ子（SMILE-LOCOMOTION）を結成し活動を開始。その後、3ピースバンドのイギリスなどで活動した後、1983年に単身で上京。
1984年、KENZIとしてシングル『LEO STAR 8』でレコードデビュー。
1985年、1st.アルバム『BRAVO JOHNNYは今夜もHAPPY END』をパンク雑誌「DOLL」が主宰するインディーズ・レーベルのシティロッカーよりリリース。「インディーズ御三家」と言われたLAUGHIN' NOSE、THE WILLARD、有頂天などと共に当時のインディーズ・ブームに乗り、後のビート・パンクや青春パンク・ブームの先駆けとして、インディーズ・シーンで人気を博した。
1987年、KENZI & THE TRIPSを結成し、アルバム『FROM RABBIT HOUSE』、シングル『DIANA』でクラウンレコードからメジャーデビュー。メンバーは、佐野俊樹、上田ケンジ、JUN GRAY、佐藤シンイチロウであった。
1988年、アルバム『SWEET DREAMS,BABY!』、1989年にアルバム『Kangaroo』をリリースした後、KENZI & THE TRIPSは活動を休止し、ソロ活動を再開。また、KENZI & THE TRIPSのメンバーであった上田ケンジと佐藤シンイチロウはthe pillowsを結成し活動を開始。
1990年、佐藤宣彦プロデュースによる『ON TIME』、江蔵浩一プロデュースによる『ゴチャマゼのスープ』をリリース。
1991年、『THIRD』をリリース。
1994年、佐野俊樹、JUN GRAY、MOH-CHANのメンバーで、第二期KENZI & THE TRIPSの活動を再開し、アルバム『覚醒』をリリース。
1996年、自主レーベルの「HARDNA POP」を設立し、活動の場をインディーズに移す。
2003年、初のプロデュースイベント「クソッたれナイト」を立ち上げ、2～3ヶ月に1回、新宿LOFTにて毎回3～5バンドが集まり開催された。この時期の主なメンバーは、HIDEKI、GO OUE、MOH-CHANなどであった。
2005年、KENZIとMOH-CHANの2人となったKENZI&THE TRIPSは、数人のゲストミュージシャンに支えられ活動。
2007年、ベースにサモン、ギターにゴローが加入。
2008年、KENZI & THE TRIPSは活動を休止し、再びソロ活動を再開。
2009年からは、名義を八田ケンヂとし、カバー・アルバム『パンク歌手と呼ばれて』とアルバム『ファースト』、『WORLD TOP DREAMER』をリリースした。また、主催イベント「新クソッたれナイト」も定期的に開催している。
2010年、地元北海道に拠点を移し、30年ぶりにスマ・ロ子を再結成。
2011年、『キズだらけの天使達よ』をリリース。
2013年「八田ケンヂ弾き語りツアー2013『幸せ』」で全国45ヶ所のライブを行う。
2014年「LEOSTAR 8」発売より30周年。5.25にLIQUIDROOMで初期メンバー、初期ナンバーでのKENZI&THE TRIPS 復活ライブを宣言。

## ディスコグラフィ

### スマ・ロ子

#### シングル
- 「ろくでなしNight」（1982.10/1）
- 「マブ達」（2011）

#### アルバム
- 「Punk FestivalⅡ」（1982）
- 「キズだらけの天使達よ」（2011）
- 「最期の権利」（2013）

#### DVD
- 「スマロ子ワンマン～春のサカリ～」（2012）
- 「スマ・ロ子＠鹿鳴館『NEVER CHANGES』」（2012）

### イギリス

#### アルバム
- 「BAD BOY」（1983）

### KENZI

#### シングル
- 「LEOSTAR 8」（1984）
- 「KENヂ」（1985）
- 「OH！MY CAT」（1986）
- 「CRAZY SUMMER」（1986）
- 「LOVE YOU / 爆竹GIRL(LIVE)」（1987）
- 「HAPPY NEW AGE / FRIEND」（1990）
- 「お前にかけたい / Tokyo Silent Night」（1991）

#### アルバム
- 「BRAVO JOHNNYは今夜もHAPPY END」（1986）
- 「奴をマークしろ」（1986）　※ミニ・アルバム
- 「'84～'86 EARLY SINGLES」（1989）　※ベスト・アルバム
- 「ON TIME」（1990）
- 「ゴチャマゼのスープ」（1990）
- 「THIRD」（1991）
- 「SINGLE COLLECT」（1994）　※KENZI/KENZI&THE TRIPS名義のベスト・アルバム
- 「KENZI TWIN VERY BEST COLLECTION」（2001）　※ベスト・アルバム
- 「奴をマークしろ＋10 TRACKS」（2003）　※1986年のミニ・アルバムに10曲をプラスした再発盤
- 「OLO WORKING～TWENTY ANNIVERSARY～KENZI」（2004）　※ベスト・アルバム
- 「スマ・ロ子BABY」（2004）
- 「ブラボージョニーは今夜もハッピーエンド・アルファ」（2008）　※1986年の1st.アルバムに6曲をプラスした再発盤
- 「POWER OF THE BASE」（2008）　※アコースティック・アルバム
- 「LEO STAR 8 HISTORY」（2009）　※ベスト・アルバム
- 「VERY BEST COLLECTION」（2013）　※ベスト・アルバム

#### DVD
- 「DVD/スマ・ロ子BABY」（2005）
- 「EARLY LIVES」（2006）
- 「DVDブラボージョニーは今夜もハッピーエンド・アルファ」（2008）
- 「DVD POWER OF THE BASE」（2008）

#### オムニバス
- 「THE BLUE HEARTS 2002 TRIBUTE」（2002） ※「人にやさしく」で参加。
- 「Yes, We Love butchers ～Tribute to bloodthirsty butchers～ Abandoned Puppy」（2014） ※「9月」で参加。

### KENZI & THE TRIPS

#### シングル
- 「BRAVO JOHNNYは今夜もHAPPY」（1987）
- 「DIANA / BALLADに捧ぐ」（1987）
- 「LOVE YOU / DIANA」（1988）
- 「BOY'S COLOR / 1988」（1988）
- 「LOVE VACATION / 君が必要」（1988）
- 「SEX,C」（1988）
- 「BRAVO JOHNNYは今夜もHAPPY / BRAVO JOHNNY」（1989）
- 「LOVE CALL / 好きな人」（1994）
- 「BAD BAZOOKA / SUPER DELMO HARD ROCK / 星のDNA」（1995）
- 「ミスターワンダラー / SILLY MAN / かわいい女にゃかなわない」（1996）
- 「BEAUTIFUL LIFE」（1997）
- 「本当のうた」（2001）

#### アルバム
- 「FROM RABBIT HOUSE」（1987）
- 「'87.4.19」（1987）　※ライブ・アルバム
- 「SWEET DREAMS,BABY!」（1988）
- 「Kangaroo」（1989）
- 「〆」（1989）　※ベスト・アルバム
- 「覚醒」（1994）
- 「ROCK'N'ROLL JAPAN」（1995）
- 「KENZI & THE TRIPS」（1996）
- 「DON'T MIND」（1998）
- 「THE TURN OF THE CENTURY BOOGIE MAN」（1999）
- 「REAL BEAT PUNKへの道」（2000）
- 「青春BABY」（2001）　※カバー・アルバム
- 「真っ赤な太陽 ギラ×4」（2002）
- 「青春BABYⅡ」（2003）　※カバー・アルバム
- 「青春トリップス」（2003）
- 「DOTIRASANMO NOTTE MORAIYASU」（2005）　※ライブ・アルバム
- 「LOVE ALL」（2005）
- 「ベストオブ裏ケントリ」（2006）　※ベスト・アルバム
- 「ベスト・オブ・ケントリ」（2006）　※ベスト・アルバム
- 「決して信じない」（2008）
- 「アキラメナイ歌」（2016）[2]

#### ビデオ
- 「LOFT」（1987）
- 「INAZUMA」（1988）
- 「VIDEO/GOOD LUCK」（1989）
- 「LIVE！ROCK'N'ROLL JAPAN」（1995）
- 「VIDEO/青春トリップス」（2005）

#### DVD
- 「GOOD LUCK」（2005）
- 「DVD/青春トリップス」（2005）
- 「DVD/クソッたれナイト」（2005）
- 「DVD/LOVE ALL」（2005）
- 「DVD/クソッたれナイト2」（2006）

#### オムニバス
- 「365:A TRIBUTE TO THE STALIN」（2001） ※「豚に真珠」で参加。

### 八田ケンヂ

#### アルバム
- 「パンク歌手と呼ばれて」（2009）　※カバー・アルバム
- 「ファースト」（2009）
- 「WORLD TOP DREAMER」（2010）
- 「幸せ」（2013）
- 「KENZI GUITAR」（2013）
- 「今があるさ」（2014）

#### DVD
- 「八田ケンヂ・弾き語り2012 VOL.1」（2012）
- 「八田ケンヂ・弾き語り2012 VOL.2」（2012）
- 「黄色い暴動DVD」（2012）